# Коловець
Коловець (словен. Kolovec) — поселення в общині Домжале, Осреднєсловенський регіон, Словенія. 
Висота над рівнем моря: 388,4 м.